# Šćit
Šćit är ett berg i Bosnien och Hercegovina.   Det ligger i entiteten Federationen Bosnien och Hercegovina, i den centrala delen av landet, 50 km väster om huvudstaden Sarajevo. Toppen på Šćit är 1 779 meter över havet, eller 382 meter över den omgivande terrängen. Bredden vid basen är 15,1 km. Šćit ingår i Kruščica.
Terrängen runt Šćit är kuperad åt sydväst, men åt nordost är den bergig. Närmaste större samhälle är Busovača, 11,1 km nordost om Šćit.
Omgivningarna runt Šćit är en mosaik av jordbruksmark och naturlig växtlighet. Runt Šćit är det ganska tätbefolkat, med 93 invånare per kvadratkilometer.